# 次临界反应堆
次临界反应堆是一种核反应堆，不必达到临界质量也能产生核裂变。不必维持链式反应，而是从外界源引入中子。概念上可分为聚变-裂变混合堆与加速器驱动次临界反应堆两类。
可用于销毁核电站产生的乏燃料并同时发电。放射性废料中的长寿命超铀元素理论上可以裂变放能，嬗变为短寿命的裂变产物。这将大大缩短放射性废料的存放处置时间（200年以上）。但有些核素的裂变截面阈值需要快中子才能发生核裂变。也可能裂变释放的新中子数量太少。因而包含这类物质比例高的话，难以达到临界。加速器驱动次临界反应堆独立于这些物质的参数因此可以焚毁这些核素。3种长寿命核素可以被有效消耗的是：镎-237、鎇-241、鎇-243。

## 原理
加速器驱动次临界反应堆目前主流设计是采用质子加速器产生1GeV的粒子, 直接轰击反应堆堆芯中央的液态金属中子源。中子源释放出中子，大约每个高能质子激发出20个中子。堆芯热量被冷却剂（如熔融的铅铋合金）带出到热交换器。燃料棒主要是钍。 

加速器驱动次临界反应堆原理